# Delia Klages
Delia Susanne Klages (* 1960 in Schwelm) ist eine deutsche Politikerin (AfD). Seit 2022 ist sie Mitglied des Niedersächsischen Landtages. Sie ist stellvertretende Landesvorsitzende der AfD Niedersachsen.

## Leben
Klages erlangte 1977 die Fachoberschulreife und absolvierte eine Ausbildung zur Krankenschwester, die sie 1982 abschloss. Später bildete sie sich zur Fachkrankenschwester für Intensivpflege und Anästhesie (1990) und Fachwirtin im Sozial- und Gesundheitswesen (2007) fort.
Klages wurde 2016 Mitglied der AfD. Seit den Kommunalwahlen in Niedersachsen 2016 gehört sie dem Kreistag von Hameln-Pyrmont und dem Gemeinderat von Emmerthal an. Sie ist Vorsitzende des AfD-Kreisverbandes Weserbergland und seit 2022 stellvertretende Landesvorsitzende der AfD Niedersachsen. Ferner ist sie Leiterin des AfD-Bundesfachausschusses Gesundheitspolitik. Sie war persönliche Referentin des damaligen AfD-Landtagsabgeordneten Christopher Emden.
Bei der Bundestagswahl 2021 war Delia Klages die Direktkandidatin der AfD im Wahlkreis Hameln-Pyrmont – Holzminden, den aber Johannes Schraps (SPD) gewann. Bei den Landtagswahlen 2017 und 2022 trat sie im Wahlkreis Bad Pyrmont an und unterlag jeweils dem langjährigen SPD-Abgeordneten Ulrich Watermann. 2022 zog sie jedoch über die Landesliste in den Landtag ein, wo sie den Vorsitz des Unterausschusses „Justizvollzug und Straffälligenhilfe“ übernahm. Seit dem 30. November 2022 ist sie auch Schriftführerin des Niedersächsischen Landtages.
Klages wohnt im Emmerthaler Ortsteil Voremberg. Sie ist verwitwet und hat ein Kind.